# (14564) Heasley
(14564) Heasley est un astéroïde de la ceinture principale.

## Description
(14564) Heasley est un astéroïde de la ceinture principale. Il fut découvert le 26 janvier 1998 à Kitt Peak par le projet Spacewatch. Il présente une orbite caractérisée par un demi-grand axe de 2,85 UA, une excentricité de 0,23 et une inclinaison de 4,7° par rapport à l'écliptique.

## Compléments